# Storia di Melilla

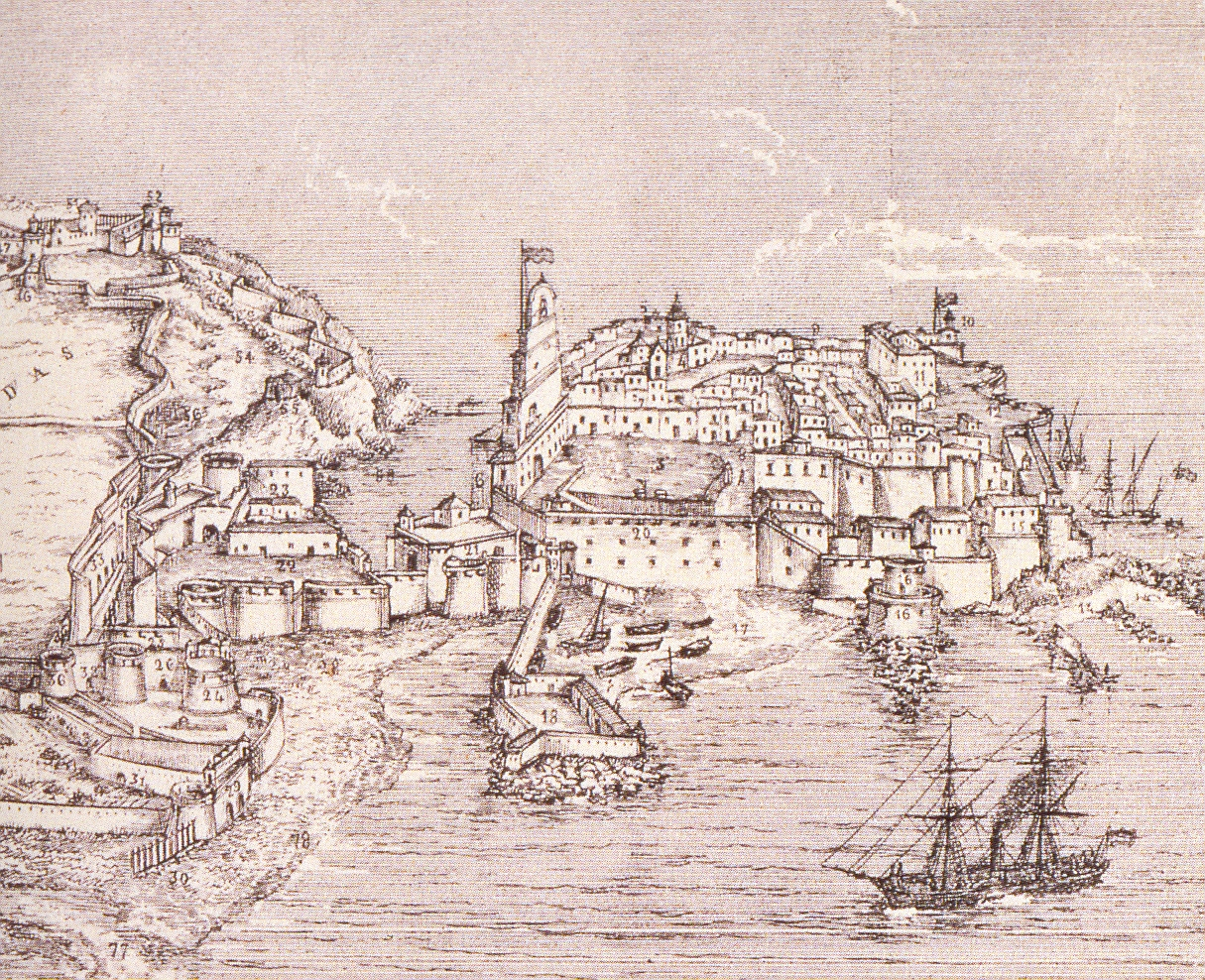
Mura fortificate di Melilla nel 1849

La storia di Melilla risale al primo millennio a.C., quando i Fenici si insediarono in un luogo che chiamarono Rusadir, che in punico significa "capo imponente". Questa città ha giocato un ruolo strategico nel corso dei secoli grazie alla sua favorevole posizione geografica nel Mediterraneo.
Nel III secolo a.C., Rusadir faceva parte dell'Impero cartaginese. Dopo la caduta di Cartagine, la regione passò sotto il dominio romano nel 42 a.C., diventando parte della provincia romana di Mauritania Tingitana, considerata la Hispania Transfretana. Dopo la caduta dell'Impero romano d'Occidente, la città passò sotto il controllo dei Visigoti, entrando così a far parte dell'Hispania visigotica.
Nel VI secolo, nel 534, l'imperatore bizantino Giustiniano I conquistò Melilla e la incorporò nell'Impero bizantino. Tuttavia, nel 615, la città fu riconquistata dal re visigoto Sisebuto. Nel 700, l'esercito musulmano guidato da Musa ibn Nusayr conquistò Rusadir, segnando l'inizio dell'occupazione islamica della regione.
La situazione di Melilla rimase relativamente stabile fino al 1497, quando la città, allora abbandonata a causa dei conflitti con il sultanato di Fès, fu conquistata da Pedro de Estopiñán y Virués, per conto di Juan Alfonso Pérez de Guzmán, III duca di Medina Sidonia e con il sostegno dei Re Cattolici. Questa occupazione segnò l'inizio dell'era spagnola a Melilla.
Nel XVIII secolo, Melilla fu assediata dal sultano Muhammad III tra il 1774 e il 1775. Tuttavia, il assedio fallì grazie alla resistenza della città, guidata dal comandante generale Juan Sherlock, sostenuto dai britannici, il che aggiunse una dimensione internazionale a questo episodio.
Melilla era già riconosciuta come enclave spagnola nel trattato di pace del 1767. Altri trattati firmati nel 1767, 1780 e 1785 menzionavano la città nel contesto degli accordi di pace tra la Spagna e altre potenze europee e africane. Il territorio spagnolo di Melilla fu ufficialmente delimitato dal trattato del 14 novembre 1863, consolidando così la posizione della Spagna su questa enclave strategica in Nord Africa.

## Evo antico
I primi segni di occupazione umana a Melilla risalgono all'Antichità, molto prima che la città fosse fortificata sotto il dominio spagnolo. Scoperte archeologiche suggeriscono che la regione fosse abitata dai Fenici e, successivamente, dai Cartaginesi. Questi popoli, attratti dalla posizione strategica della città, la usavano probabilmente come punto di transito commerciale e come sito di pesca.
A partire dal I secolo a.C., la regione passò sotto il dominio romano, segnando l'inizio di un periodo di integrazione nell'impero mediterraneo. Melilla, in quel periodo, faceva parte della provincia romana di Mauritania Tingitana, un territorio che si estendeva su gran parte dell'attuale nord del Marocco. I Romani costruirono impianti commerciali e marittimi, sfruttando la posizione della città per controllare le rotte marittime nel Mediterraneo.

## Medioevo
L'arrivo degli Arabi e dei Berberi nel 711, dopo la conquista della Spagna da parte delle forze musulmane, diede a Melilla un ruolo strategico maggiore. Nel 777, la regione passò definitivamente sotto il controllo del regno idrisside, una dinastia berbera che esercitò una grande influenza sul commercio mediterraneo e sull'espansione dell'islam nel nord Africa. Melilla divenne così un porto prospero, in lotta contro i pirati barbareschi, ma anche un centro di scambi commerciali con il resto del mondo mediterraneo.
Nel 1497, durante la Reconquista spagnola, Melilla fu catturata dalle truppe della corona di Castiglia sotto il comando del re Ferdinando il Cattolico. Questa presa faceva parte di una serie di espansioni spagnole lungo le coste africane. La città fu fortificata e divenne un bastione di difesa contro le incursioni esterne, in particolare quelle degli Ottomani e dei pirati barbareschi. Fu l'inizio di una lunga storia di occupazione spagnola che sarebbe durata fino ai giorni nostri.

## Età moderna
Il periodo moderno di Melilla iniziò nel XVI secolo, quando la città divenne un punto strategico per gli spagnoli nella loro lotta contro i pirati barbareschi. In questo periodo, gli spagnoli rafforzarono le fortificazioni della città, costruendo muri e torri che avrebbero resistito a numerosi assedi e attacchi nei secoli successivi.
Nel XIX secolo, Melilla divenne una città militare di capitale importanza. Nel 1859, durante la guerra ispano-marocchina, l'esercito spagnolo conquistò la città di Tangeri, e Melilla tornò sotto il controllo esclusivo della Spagna. Questo conflitto segnò un punto di svolta nell'espansione della sfera di influenza spagnola nel nord Africa. Nel 1860, Melilla divenne un punto chiave nella difesa delle colonie spagnole e rimase sotto amministrazione spagnola nonostante i tentativi del Marocco di riprenderla.

### Conflitti del XX secolo e guerra del Rif
Le prime decadi del XX secolo furono segnate da nuovi conflitti. Nel 1921, Melilla fu coinvolta nella guerra del Rif, una guerra coloniale tra le forze spagnole e le tribù berbere del Rif, guidate da Abd el-Krim. Melilla, situata vicino al Rif, divenne un obiettivo militare importante per gli insorgenti. La battaglia di Annual, che portò a una sconfitta spagnola, rimane uno degli episodi più significativi della storia militare della città.
Durante il XX secolo, la questione della sovranità su Melilla divenne un punto di tensione con il Marocco indipendente. Sebbene Melilla facesse parte del territorio spagnolo, il Marocco contestò costantemente questa situazione, in particolare dopo la sua indipendenza nel 1956. La Spagna, dal canto suo, mantenne la sua presenza in Nord Africa e rafforzò i suoi legami con la città, dotandola di numerose infrastrutture.

## Età contemporanea
Melilla, come la sua vicina Ceuta, è diventata una città autonoma nel 1995, con uno status simile a quello delle regioni autonome spagnole. Beneficia di una grande autonomia amministrativa, ma rimane un tema di dibattito geopolitico a causa della sua posizione particolare nel continente africano.
La storia contemporanea di Melilla è segnata da scambi culturali e sociali tra le sue diverse comunità, in particolare la popolazione di origine spagnola, i Berberi e gli Arabi. La città continua a svilupparsi, ma rimane anche un punto di attrito geopolitico con il Marocco, che rivendica la sovranità sulle due città spagnole, Melilla e Ceuta.

### Fonti
1. ↑   “Russadir fenicio e punico”, su museomelilla.es, 16 marzo 2019. URL consultato il 29 dicembre 2024 (archiviato dall'url originale il 16 marzo 2019).
2. ↑  (ES) Espagne, Tratado de paz, amistad, navegación, comercio y pesca, entre S. M. Católica y S. M. Marroquí: concluido y firmado en Mequinez á 1o de Marzo de 1799, En la Imprenta Real por D. Pedro Julian Pareyra, Imp. Cámora S.M., 1799. URL consultato il 29 dicembre 2024.
3. ↑  (ES) Miguel Ángel ORTI Belmonte, EL TESORO FENICIO DE ALISEDA, in Norba. Revista de Historia - NRH, n. 33, 2020,  pp. 15-60, DOI:10.17398/0213-375X.33.15. URL consultato il 29 dicembre 2024.
4. ↑   Enrique Gozalbes Cravioto, La ciudad antigua de Rusadir: aportaciones a la historia de Melilla en la antigüedad, collana Colección "Historia de Melilla", 1. ed, Servicio de Publicaciones del Excmo. Ayuntamiento, Fundación Municipal Sociocultural, 1991, ISBN 978-84-87291-12-8.
5. ↑   Constantino Domínguez Sánchez e Vicente Moga Romero, Melillerías: paseos por la historia de Melilla (siglos XV a XX) ; selección de artículos publicados en El telegrama de Melilla entre los años 1970 y 1979, collana Colección "La biblioteca de Melilla", 1. ed., ed. conmemorativa del Día del Libro, Ayuntamiento de Melilla, Fundación Municipal Sociocultural, Archivo Municipal, 1993, ISBN 978-84-87291-35-7.